# Њитранска Блатњица
Њитранска Блатњица (слч. Nitrianska Blatnica) насељено је мјесто са административним статусом сеоске општине (слч. obec) у округу Топољчани, у Њитранском крају, Словачка Република.

## Становништво
| Година:    | 1994. | 2004.   | 2014.   | 2024.   |
| ---------- | ----- | ------- | ------- | ------- |
| Број људи: | 1148  | 1207    | 1230    | 1235    |
| Разлика:   |       | +5,13 % | +1,90 % | +0,40 % |

| Година:    | 2023. | 2024.  |
| ---------- | ----- | ------ |
| Број људи: | 1250  | 1235   |
| Разлика:   |       | -1,2 % |

Према подацима о броју становника из 2011. године насеље је имало 1.183 становника.